# Oman (motorfiets)
De Oman was een lichte motorfiets met een dieselmotor, die in 1927 in Italië gebouwd werd.